# Meduloblastom
Meduloblastom je neinvazivní maligní rychle rostoucí mozkový nádor u dětí. Vyskytuje se především v oblasti mozečku, v zadní jámě lební. Nádor se šíří mozkomíšním mokem a často metastazuje na povrchu mozku a míchy.

## Léčba
Léčba je komplexní, při včasném zjištěním nádoru je pravděpodobnost vyléčení vysoká. Míra přežití je 60 %, resp. 52 % a 32 % po 5, resp. 10 a 20 letech, přičemž u dětí je pravděpodobnost vyšší než u dospělých.

## V Česku
V roce 2023 byl meduloblastom diagnostikován florbalistovi a influencerovi Adamu Chomovi, který svůj příběh sdílel za značného zájmu médií na sociálních sítích.